# Bouy
Ne doit pas être confondu avec Bouy-Luxembourg.
Bouy est une commune française, située dans le département de la Marne en région Grand Est. Bouy fait partie du canton de Suippes et de l'arrondissement de Châlons-en-Champagne. Ses habitants sont appelés les Busons.

## Géographie
| Livry-Louvercy    | Mourmelon-le-Grand |                         |
| Les Grandes-Loges | Bouy               | Vadenay                 |
|                   | La Veuve           | Saint-Hilaire-au-Temple |

La superficie de Bouy est d'environ 22,46 km2 et se situe à une altitude d'environ 110 mètres. Le village est traversé par la Vesle et la ligne Reims - Châlons.

### Hydrographie

#### Réseau hydrographique
La commune est traversée par la ligne de partage des eaux entre les régions hydrographiques « la Seine de sa source au confluent de l'Oise (exclu) » et « la Seine du confluent de l'Oise (inclus) à l'embouchure » au sein du bassin Seine-Normandie. Elle est drainée par la Vesle,.
La Vesle, d'une longueur de 139 km, prend sa source dans la commune de Somme-Vesle et se jette  dans l'Aisne à Ciry-Salsogne, après avoir traversé 52 communes. Les caractéristiques hydrologiques de la Vesle sont données par la station hydrologique située sur la commune. Le débit moyen mensuel est de 1,57 m3/s. Le débit moyen journalier maximum est de 8,3 m3/s, atteint lors de la crue du 19 janvier 1968. Le débit instantané maximal est quant à lui de 7,91 m3/s, atteint le 1er février 2018.

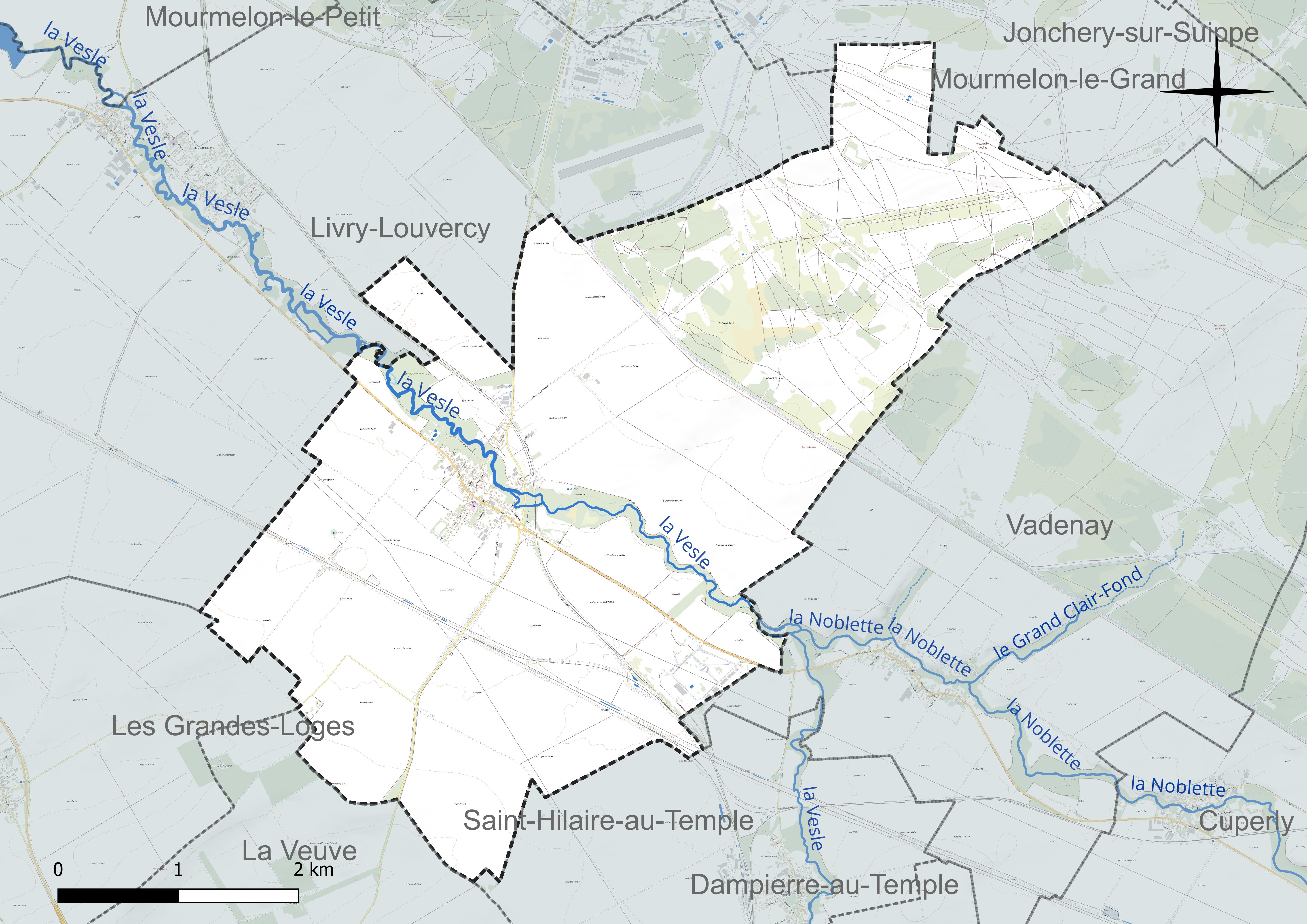
Réseau hydrographique de Bouy.

#### Gestion et qualité des eaux
Le territoire communal est couvert par le schéma d'aménagement et de gestion des eaux (SAGE) « Aisne Vesle Suippe ». Ce document de planification, dont le territoire s’étend sur 3 096 km2 répartis sur trois départements (Aisne, Marne et Ardennes) et deux régions (Champagne-Ardenne et Picardie), a été approuvé le 16 décembre 2013. La structure porteuse de l'élaboration et de la mise en œuvre est le Syndicat d’aménagement des bassins Aisne Vesle Suippe (SIABAVES). 
La qualité des cours d’eau peut être consultée sur un site dédié géré par les agences de l’eau et l’Agence française pour la biodiversité. 

### Climat
Pour des articles plus généraux, voir Climat du Grand Est et Climat de la Marne.
En 2010, le climat de la commune est de type climat océanique dégradé des plaines du Centre et du Nord, selon une étude du Centre national de la recherche scientifique s'appuyant sur une série de données couvrant la période 1971-2000. En 2020, Météo-France publie une typologie des climats de la France métropolitaine dans laquelle la commune est exposée à un climat océanique altéré et est dans la région climatique  Nord-est du bassin Parisien, caractérisée par un ensoleillement médiocre, une pluviométrie moyenne régulièrement répartie au cours de l’année et un hiver froid (3 °C). 
Pour la période 1971-2000, la température annuelle moyenne est de 10,2 °C, avec une amplitude thermique annuelle de 15,9 °C. Le cumul annuel moyen de précipitations est de 685 mm, avec 11,5 jours de précipitations en janvier et 8,3 jours en juillet. Pour la période 1991-2020, la température moyenne annuelle observée sur la station météorologique de Météo-France la plus proche, « Mourmelon-grand », sur la commune de Mourmelon-le-Grand à 6 km à vol d'oiseau, est de 10,6 °C et le cumul annuel moyen de précipitations est de 651,4 mm. 
La température maximale relevée sur cette station est de 41,3 °C, atteinte le 25 juillet 2019 ; la température minimale est de −19,7 °C, atteinte le 7 février 2012,,. 
Les paramètres climatiques de la commune ont été estimés pour le milieu du siècle (2041-2070) selon différents scénarios d'émission de gaz à effet de serre à partir des nouvelles projections climatiques de référence DRIAS-2020. Ils sont consultables sur un site dédié publié par Météo-France en novembre 2022.

## Urbanisme

### Typologie
Au 1er janvier 2024, Bouy est catégorisée commune rurale à habitat dispersé, selon la nouvelle grille communale de densité à sept niveaux définie par l'Insee en 2022.
Elle est située hors unité urbaine. Par ailleurs la commune fait partie de l'aire d'attraction de Reims, dont elle est une commune de la couronne,. Cette aire, qui regroupe 294 communes, est catégorisée dans les aires de 200 000 à moins de 700 000 habitants,.

### Occupation des sols
L'occupation des sols de la commune, telle qu'elle ressort de la base de données européenne d’occupation biophysique des sols Corine Land Cover (CLC), est marquée par l'importance des territoires agricoles (62,9 % en 2018), une proportion sensiblement équivalente à celle de 1990 (63,2 %). La répartition détaillée en 2018 est la suivante : 
terres arables (61 %), milieux à végétation arbustive et/ou herbacée (25,8 %), forêts (7,6 %), zones industrielles ou commerciales et réseaux de communication (2 %), zones agricoles hétérogènes (1,9 %), zones urbanisées (1,7 %). L'évolution de l’occupation des sols de la commune et de ses infrastructures peut être observée sur les différentes représentations cartographiques du territoire : la carte de Cassini (XVIIIe siècle), la carte d'état-major (1820-1866) et les cartes ou photos aériennes de l'IGN pour la période actuelle (1950 à aujourd'hui).

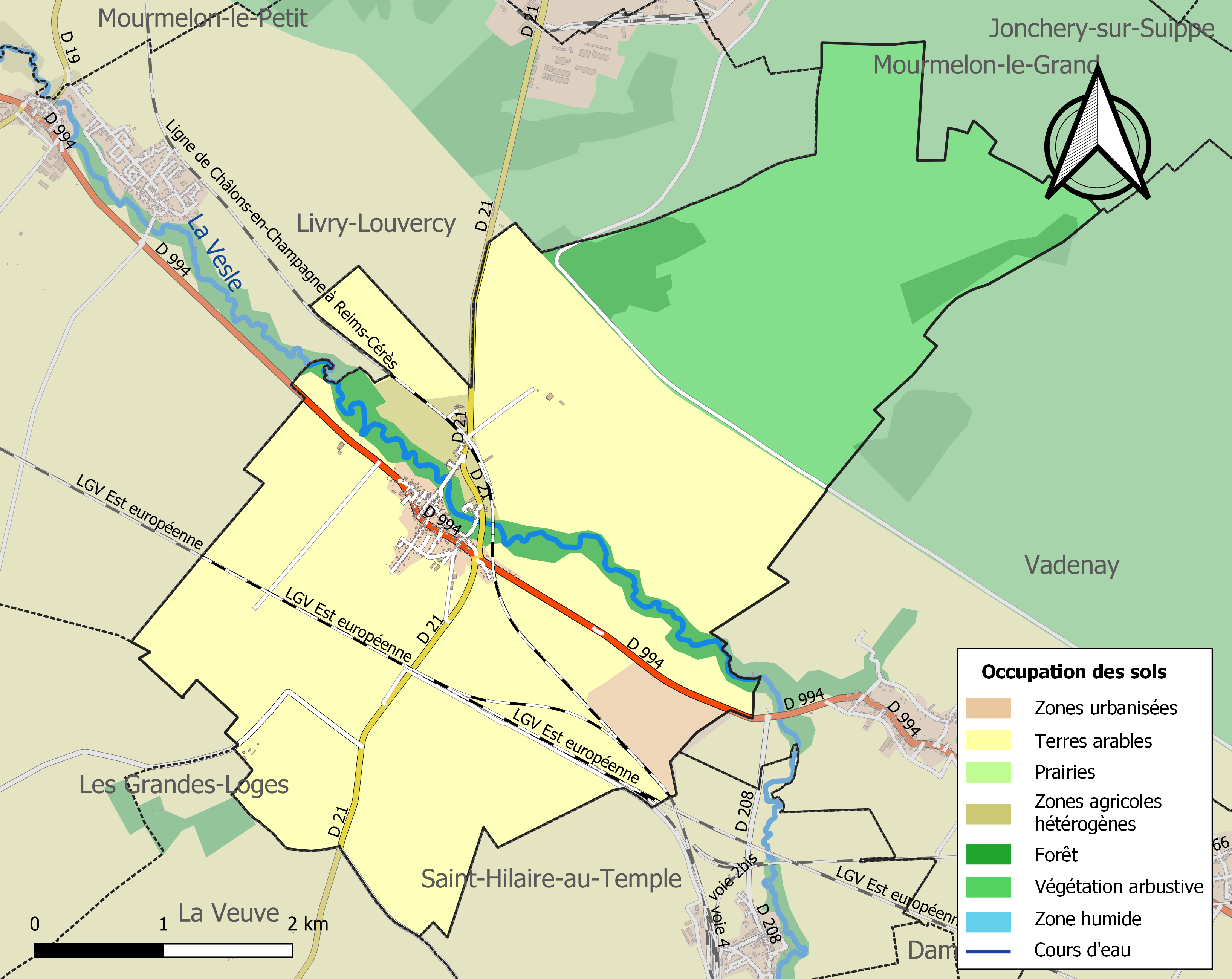
Carte des infrastructures et de l'occupation des sols de la commune en 2018 (CLC).

## Toponymie
Le nom de la localité est attesté sous les formes Boxium (1116) ; Boeium (1116) ; Allodium Boyensis (1137) ; Boi (1133-1142) ; Boe (1147-1151) ; Boiacum (1164) ; Boixeum (1164) ; Boé-Boez (1270-1350) ; Boiacum (1164) ; Boyacum (1189) ; Boy (1218).

Forme altérée de bouis issu du latin buxus « buis », désignant un « lieu planté de buis » nom caractéristique du domaine, devenu par extension nom du propriétaire. Dérivé du mon de personne en gaulois Bouis.

## Histoire

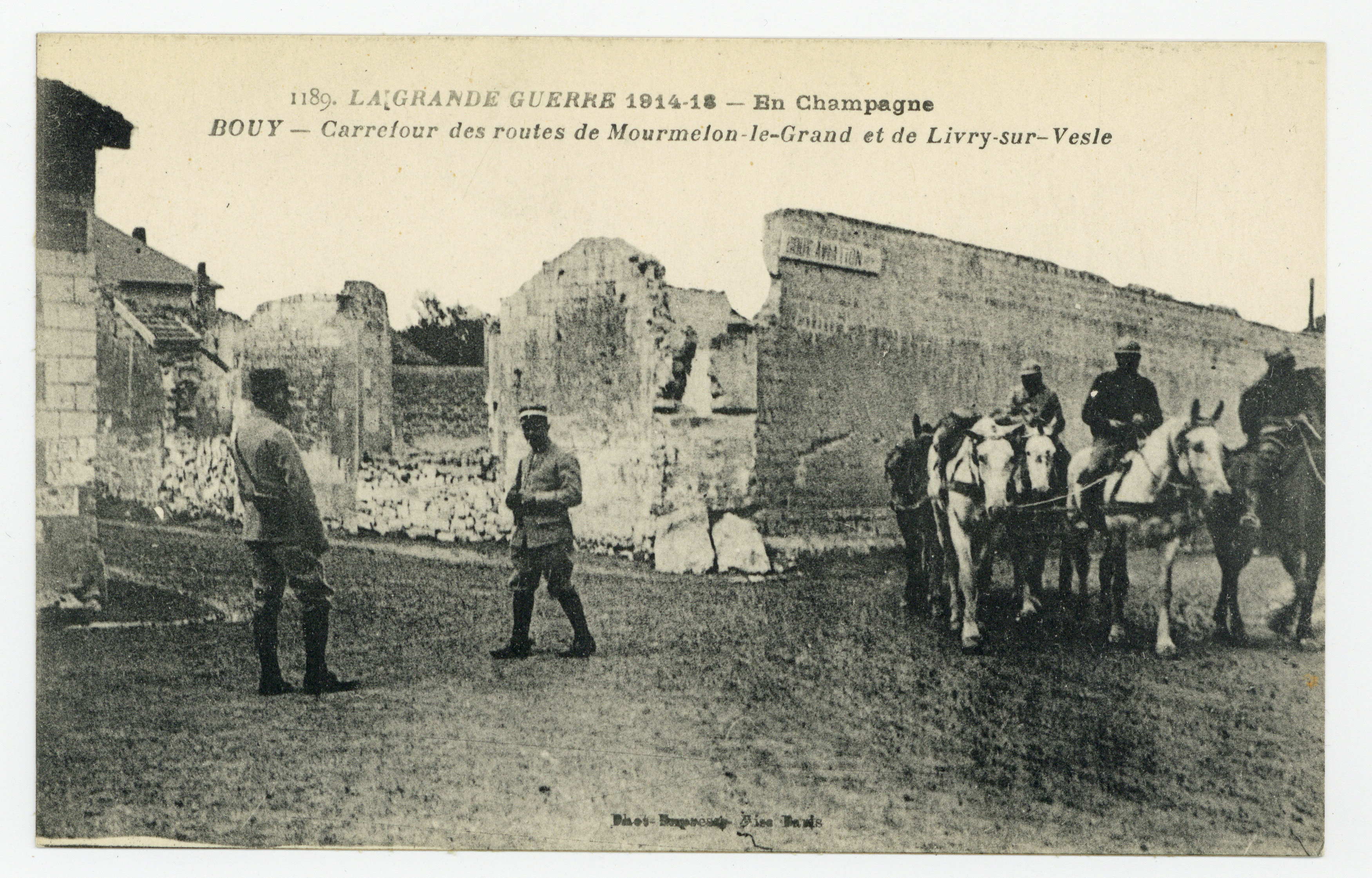
Carrefour et destructions. Carte postale de 1918. Bibliothèque municipale de Nancy.

Au Moyen Âge, le terroir de Bouy appartenait à des seigneuries distinctes, certaines aux mains de seigneurs ecclésiastiques : les templiers avaient des terres à Bouy, l'abbaye d'Avenay-Val-d'Or qui avait fait élever un moulin sur la Vesle. Les dames de l'abbaye d'Avenay-Val-d'Or, en 1781, cédèrent leurs terres aux habitants.
Le 30 octobre 1908, à bord d'un aéroplane Voisin, Henri Farman effectua entre Bouy et Reims le premier voyage aérien – dit aussi « premier vol de ville à ville » – de l'histoire mondiale de l'aviation. La distance – vingt-sept kilomètres – fut couverte en une vingtaine de minutes à la vitesse moyenne de soixante-quinze kilomètres à l'heure. La baronne de Laroche est victime d'un accident avec son biplan Voisin, le 4 janvier 1910, n'ayant pu reprendre suffisamment d'altitude face à des peupliers.
La Première Guerre mondiale fit de nombreux dégâts en la ville.

## Héraldique
| Blason de Bouy | Blason  | D'azur à la bande d'argent haussée et chargée d'une molette de gueules accostée de deux croisettes recroisetées du même, accompagnée en chef d'un torque pommeté d'or et en pointe d'un arbre du même, soutenu d'une burelle ondée d'argent sommée d'un battoir de lavandière accosté de deux meules de moulin mouvant de la burelle, le tout du même ; au comble d'argent chargé d'une hélice d'avion de tenné et soutenu d'une jumelle potencée et contre-potencée d'or, l'intervalle rempli d'azur. |
| Blason de Bouy | Détails | Le statut officiel du blason reste à déterminer. |

## Politique et administration

### Liste des maires
| Période                                  | Période                      | Identité        | Étiquette | Qualité |
| ---------------------------------------- | ---------------------------- | --------------- | --------- | ------- |
| Les données manquantes sont à compléter. |                              |                 |           |         |
| avant 1876                               | après 1877                   | Jacquart        |           |         |
| mars 2001                                | 2014                         | Guy Bernard     |           |         |
| 2014                                     | En cours (au 4 juillet 2014) | Thierry Chappat |           |         |

### Jumelage
Le village est jumelé avec Everton, village du  district de Bassetlaw en Angleterre.

## Démographie
L'évolution du nombre d'habitants est connue à travers les recensements de la population effectués dans la commune depuis 1793. Pour les communes de moins de 10 000 habitants, une enquête de recensement portant sur toute la population est réalisée tous les cinq ans, les populations de référence des années intermédiaires étant quant à elles estimées par interpolation ou extrapolation. Pour la commune, le premier recensement exhaustif entrant dans le cadre du nouveau dispositif a été réalisé en 2006.

En 2022, la commune comptait 536 habitants, en évolution de −4,8 % par rapport à 2016 (Marne : −1,19 %, France hors Mayotte : +2,11 %).
| 1793 | 1800 | 1806 | 1821 | 1831 | 1836 | 1841 | 1846 | 1851 |
| ---- | ---- | ---- | ---- | ---- | ---- | ---- | ---- | ---- |
| 410  | 437  | 457  | 393  | 399  | 440  | 411  | 400  | 391  |

| 1856 | 1861 | 1866 | 1872 | 1876 | 1881 | 1886 | 1891 | 1896 |
| ---- | ---- | ---- | ---- | ---- | ---- | ---- | ---- | ---- |
| 350  | 382  | 358  | 343  | 350  | 319  | 310  | 296  | 304  |

| 1901 | 1906 | 1911 | 1921  | 1926 | 1931 | 1936 | 1946 | 1954 |
| ---- | ---- | ---- | ----- | ---- | ---- | ---- | ---- | ---- |
| 326  | 314  | 321  | 1 030 | 449  | 308  | 374  | 367  | 354  |

| 1962 | 1968 | 1975 | 1982 | 1990 | 1999 | 2006 | 2011 | 2016 |
| ---- | ---- | ---- | ---- | ---- | ---- | ---- | ---- | ---- |
| 349  | 364  | 409  | 356  | 393  | 422  | 449  | 522  | 563  |

| 2021 | 2022 | - | - | - | - | - | - | - |
| ---- | ---- | - | - | - | - | - | - | - |
| 549  | 536  | - | - | - | - | - | - | - |

## Économie
En 2006, le taux de chômage était de 3,6 %, les retraités et préretraités représentaient 17,8 %, le taux d'activité était de 70,9 %.

## Culture locale et patrimoine

### Lieux et monuments
- Le monument Guillaumet ;
- Le musée Guillaumet ;

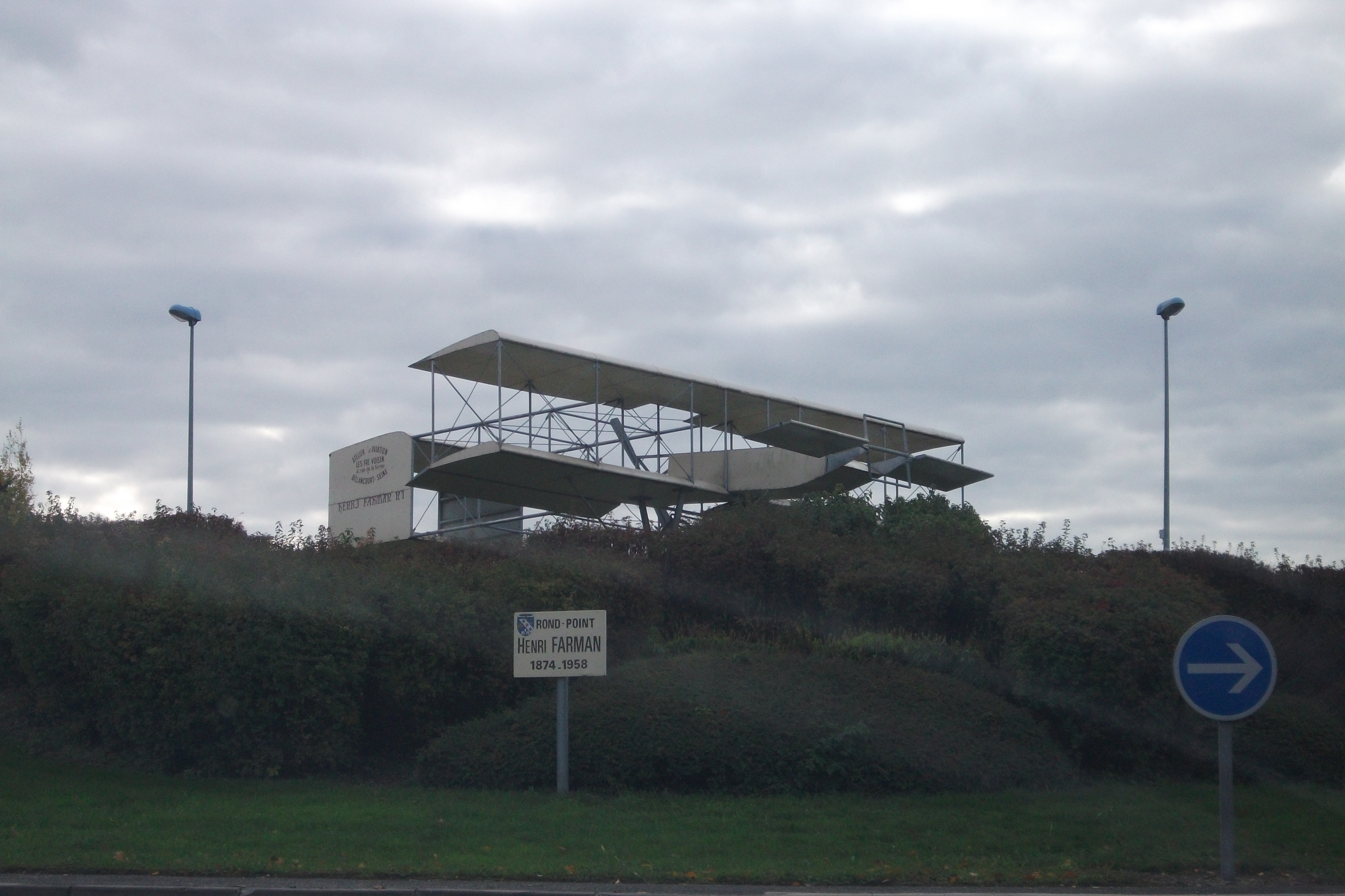
Biplan Farman.

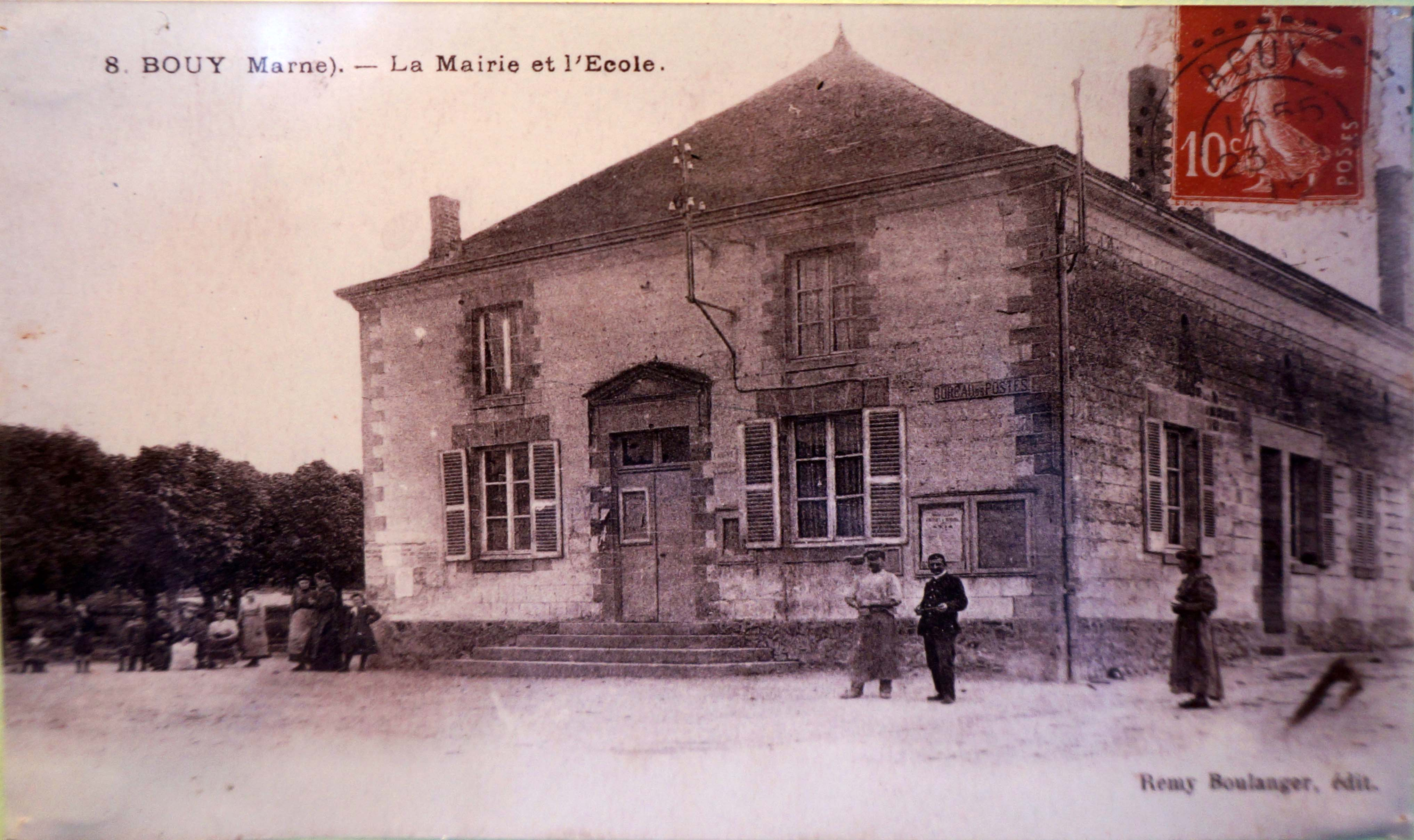
L'ancienne mairie-école actuel musée Guillaumat.

- L'église de Bouy, construite au XIIe siècle, avec un chœur du XIIIe siècle, elle eut des réfections aux XVIe et XVIIIe siècles. Seul le vitrail de la Vierge passa la Première Guerre mondiale ; les vitraux actuellement visibles furent offerts par John Hubbard en hommage au dévouement de Miss Evelyn Garnaud-Smalley qui tint le foyer du soldat ;
- Le biplan Farman/Voisin N° 1 en hommage au premier vol mondial reliant deux villes, sur le giratoire ;
- Le camp de Châlons est en partie sur le territoire de la commune.

### Personnalités liées à la commune
L'aviateur Henri Guillaumet (1902-1940) est né à Bouy. Une plaque est apposée sur sa maison natale, dans la rue qui porte son nom.